# Ronde van Spanje 2019/Zestiende etappe
De zestiende etappe van de Ronde van Spanje 2019 werd verreden op 9 september tussen Pravia en Cubilla. In deze bergetappe gingen de renners over drie zware cols: de Puerto de San Lorenzo (tien kilometer à 8,5 %), de Alto de la Cobertoria (8,3 kilometer à 8,2 %) en ten slotte de Alto de la Cubilla (17,8 kilometer à 6,2 %), waar de renners ook finishten. 
| Pravia – Alto de la Cubilla (144,4 km) |                         |                               |          |
| Plaats                                 | Naam                    | Ploeg                         | Tijd     |
| 1                                      | Jakob Fuglsang          | Astana Pro Team               | 4u01'22" |
| 2                                      | Tao Geoghegan Hart      | Team INEOS                    | + 22"    |
| 3                                      | Luis León Sánchez       | Astana Pro Team               | + 40"    |
| 4                                      | James Knox              | Deceuninck–Quick-Step         | + 42"    |
| 5                                      | Gianluca Brambilla      | Trek-Segafredo                | + 1'12"  |
| 6                                      | Thomas De Gendt         | Lotto Soudal                  | + 2'09"  |
| 7                                      | Mikel Bizkarra          | Euskadi Basque Country-Murias | + 2'15"  |
| 8                                      | Amanuel Ghebreigzabhier | Team Dimension Data           | + 2'21"  |
| 9                                      | Philippe Gilbert        | Deceuninck–Quick-Step         | + 2'32"  |
| 10                                     | Geoffrey Bouchard       | AG2R La Mondiale              | z.t.     |
|                                        |                         |                               |          |
| 26                                     | Wilco Kelderman         | Team Sunweb                   | + 7'17"  |

| Algemeen klassement |                     |                   |           |
| Plaats              | Naam                | Ploeg             | Tijd      |
| Rode trui           | Primož Roglič       | Team Jumbo-Visma  | 62u17'52" |
| 2                   | Alejandro Valverde  | Movistar Team     | + 2'48"   |
| 3                   | Tadej Pogačar       | UAE Team Emirates | + 3'42"   |
| 4                   | Miguel Ángel López  | Astana Pro Team   | + 3'59"   |
| 5                   | Rafał Majka         | BORA-hansgrohe    | + 7'40"   |
| 6                   | Nairo Quintana      | Movistar Team     | + 7'43"   |
| 7                   | Nicolas Edet        | Cofidis           | + 10'27"  |
| 8                   | Wilco Kelderman     | Team Sunweb       | + 10'34"  |
| 9                   | Carl Fredrik Hagen  | Lotto Soudal      | + 10'40"  |
| 10                  | Hermann Pernsteiner | Bahrain-Merida    | + 12'05"  |
|                     |                     |                   |           |
| 18                  | Dylan Teuns         | Bahrain-Merida    | + 17'48"  |

1e etappe ·
2e etappe ·
3e etappe ·
4e etappe ·
5e etappe ·
6e etappe ·
7e etappe ·
8e etappe ·
9e etappe ·
10e etappe ·
11e etappe ·
12e etappe ·
13e etappe ·
14e etappe ·
15e etappe ·
16e etappe ·
17e etappe ·
18e etappe ·
19e etappe ·
20e etappe ·
21e etappe
Startlijst · Eindstanden · Afbeeldingen